# Юрай Трановський
Юрай Трановський (словац. Juraj Tranovský; чеськ. Jiří Třanovský; лат. Georgius Tranoscius; 9 квітня 1592, Цєшин, Сілезія — 29 травня 1637, Ліптовський Мікулаш) — лютеранський пастор, словацький поет, перекладач і композитор, один з найяскравіших представників духовної барокової протестантської і католицької поезії в словацькій літературі.

## Біографія

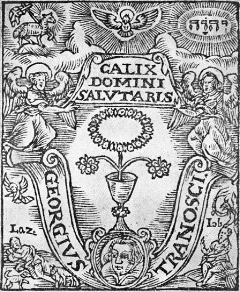
Ex libris Юрая Трановського

Народився в Сілезії в сім'ї робітників. Освіту здобув в Цєшині, пізніше в Німеччині (Губен, Кольберг, до 1607 вивчав філософію і теологію в Університеті Мартіна Лютера), потім в Празі.

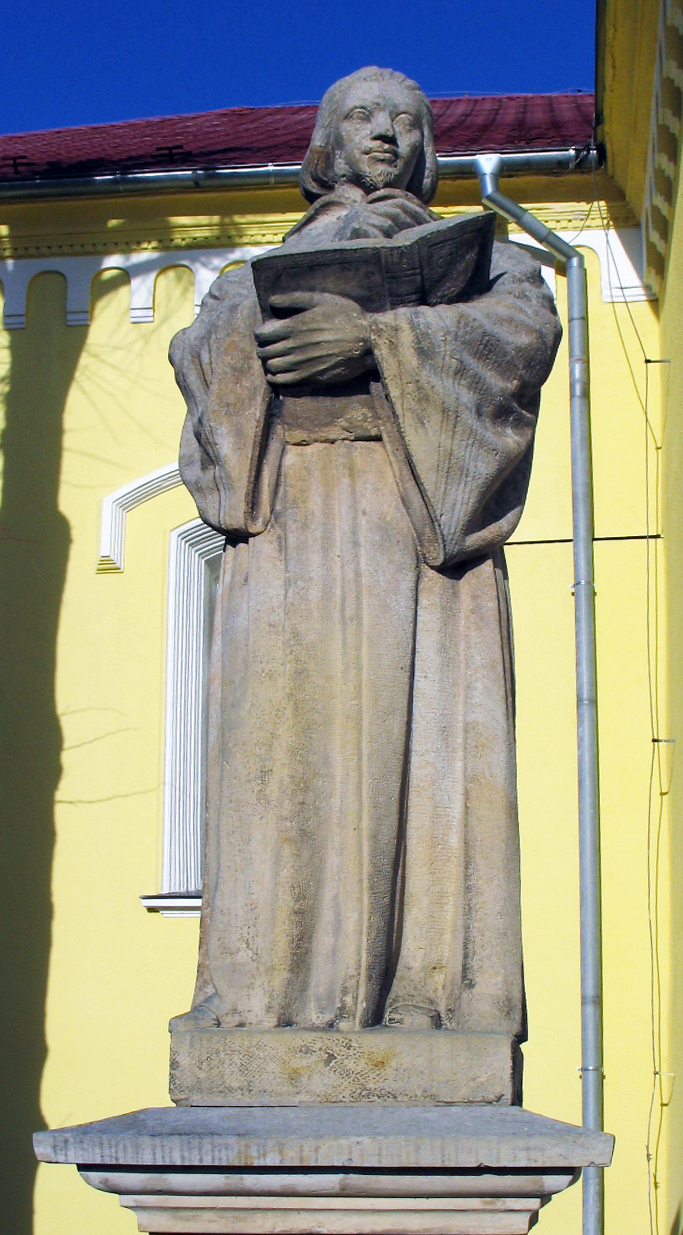
Пам'ятник Трановському в Ліптовський Мікулаш

З 1611 працював учителем у празькій Латинської школі при церкві Св. Миколая на Мала-Страні.
У 1615 вирушив у Валашське-Мезіржічі, де рік тому став лютеранським пастором. Після битви на Білій горі в 1622 втік від контрреформації з Моравії в Сілезію і оселився в Бельсько (нині Польща). Звідти, в 1629 вирушив до Словаччини, де служив капеланом в Оравські Подзамок, а в 1632 зайняв місце лютеранського пастора в Ліптовський Мікулаш, де і помер у 45 років.

## Творчість
Юрай Трановський — автор чеських і латинських молитов і духовних пісень, якого зазвичай називають слов'янським Лютером.
Писав чеською, словацькою та латинською мовами. Опублікував три томи латинських од («Odarum Sacrarum sive Hymnorum Libri III», 1629), чеський молитовник «Phiala odoramentorum» (1635), словацько-чеські протестантські гімни «Cithara Sanctorum» («Цитра святих») та «Пісні католицькі латинські та словацькі, нові і старі» з більш ніж 400 піснями, з яких 150 склав сам. (1636).